# Frontière entre le Burundi et le Rwanda
La frontière entre le Burundi et le Rwanda est la frontière terrestre, fluviale et lacustre séparant le Burundi au sud et à l'est du Rwanda au nord et à l'ouest. Sa partie occidentale est délimitée par la rivière Ruhwa de sa confluence avec la rivière Rusizi qui marque le tripoint frontalier avec la République démocratique du Congo jusqu'à proximité de sa source. Sa partie centrale va plus ou moins suivre différents cours d'eau. Sa partie orientale traverse les lacs Cyohoha Sud et Rweru puis suit le cours de la rivière Kagera jusqu'au tripoint frontalier avec la Tanzanie, la rivière marquant ensuite la frontière entre le Rwanda et la Tanzanie.
Sa longueur totale est de 360 km.